# As Aventuras de Hans Staden

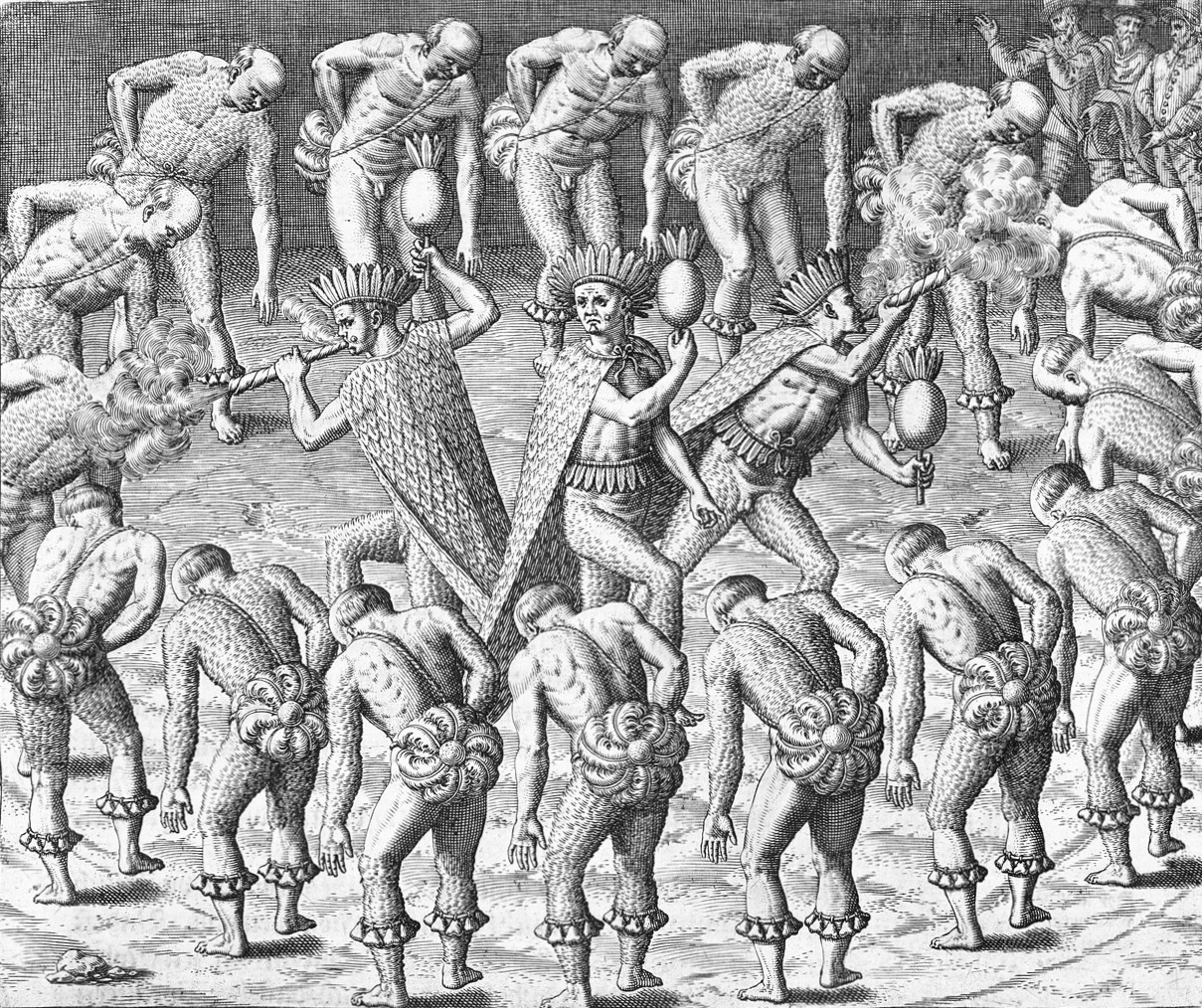
Índios Tupinambás (imagem do seculo XVI)

Aventuras de Hans Staden é um livro infantil de autoria de Monteiro Lobato, publicado em 1927.
Os modernistas (assim como muitos outros) se apaixonaram pelo livro de Staden, Duas Viagens ao Brasil. Monteiro Lobato era um grande criticador do modernismo no país mas também acabou adorando o livro. E isto o fez criar, como diz ele: "este apanhado, em linguagem bem simples".
Monteiro Lobato havia publicado em 1925 o livro Meu cativeiro entre os selvagens do Brasil, escrito pelo europeu Hans Staden, relatando o período em que havia sido prisioneiro dos índios tupinambás, no início do século XVI. Monteiro Lobato então lançou, em 1927, o livro Aventuras de Hans Staden, versão do mesmo livro, só que as aventuras são narradas por Dona Benta para os seus netos.
Capítulos
Prefácio da segunda edição 
1. Quem era Hans Staden
2. A revolta dos índios
3. A volta para Lisboa
4. A segunda viagem
5. Reconhecimento da terra
6. O naufrágio
7. O Forte de Bertioga
8. A captura de Hans Staden
9. Rumo à taba
10. Os maracás
11. O francês sem coração
12. Antropofagia
13. Esperanças
14. A volta do francês
15. Cenas de canibalismo
16. Aparece outro navio
17. O carijó doente
18. O terceiro navio
19. A guerra
20. Festa de canibais
21. Hans muda de taba
22. A salvação

Publicação da adaptação em quadrinhos:
Ortega, Denise.  Aventuras de Hans Staden / [adaptado da obra]  Monteiro Lobato; [roteiro Denise Ortega e Stil; ilustrações  Arcon] - São Paulo:  Globo, 2009. - (Monteiro Lobato em quadrinhos)